# راي فيرنر
راي فيرنر هو لاعب كرلنغ كندي، ولد في 1935، وتوفي في 1998.